# Tanya Wexler

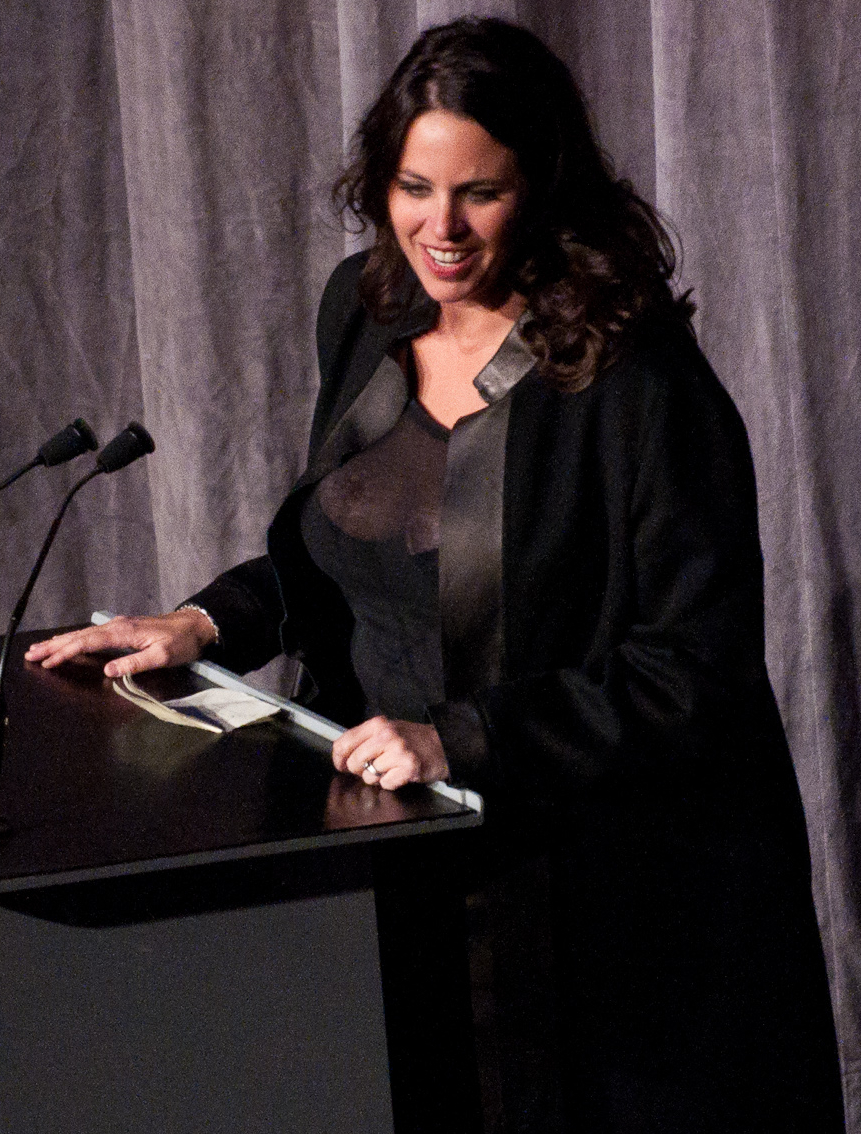
Tanya Wexler auf dem Toronto International Film Festival (2011)

Tanya Wexler (* 5. August 1970 in Chicago, Illinois) ist eine US-amerikanische Filmregisseurin. Bekannt wurde sie durch Kinofilme wie Ball in the House, In guten Händen oder Buffaloed.

## Leben und Karriere
Tanya Wexler wurde 1970 in Chicago im US-Bundesstaat Illinois geboren. Sie ist die Tochter des Immobilien-Entwicklers Jerrold Wexler und seiner zweiten Frau Susan Jeanne Metzger. Nach dem Besuch der Yale University in New Haven (Connecticut) erhielt sie auch einen Master of Fine Arts von der Columbia University in New York. Ende der 1990er Jahre wandte sich Wexler dem Filmgeschäft zu. 1998 gab sie mit der romantischen Komödie Finding North ihr Spielfilmdebüt. In den Hauptrollen spielten Wendy Makkena, John Benjamin Hickey und Jonathan Walker. Der Film war auf dem International Gay & Lesbian Film Festival 1998 für den Besten Film nominiert. 2001 drehte sie mit Jonathan Tucker, Jennifer Tilly und David Strathairn unter dem Titel Ball in the House eine weitere Komödie. Beim 'Washington DC Independent Film Festival gewann die Kinoproduktion 2003 den Grand Jury Award für den besten Spielfilm. 2011 inszenierte Tanya Wexler mit der romantischen Komödie über die Erfindung des Vibrators In guten Händen in der Besetzung Maggie Gyllenhaal, Hugh Dancy und Jonathan Pryce ihren dritten Kinofilm. Der Film erhielt eine Nominierung beim Rome Film Fest 2011 für den Golden Marc’Aurelio Award und eine Outstanding Achievement in Casting – Feature – Studio-or-Independent-Comedy-Award-Nominierung 2012 beim Casting Society of America.
Tanya Wexler lebt in New York City mit ihrer Ehefrau Amy Zimmerman und vier Kindern. Sie ist die Nichte des Kameramanns Haskell Wexler.

## Auszeichnungen
- 1998: Nominierung beim International Gay & Lesbian Film Festival mit dem Rosebud Award in der Kategorie Best Film für Finding North
- 2003: Ehrung beim Washington DC Independent Film Festival mit dem Grand Jury Award in der Kategorie Best Feature für Ball in the House
- 2011: Nominierung beim Rome Film Fest mit dem Golden Marc’Aurelio Award für In guten Händen

## Filmografie (Auswahl)
- 1998: Finding North
- 2001: Ball in the House
- 2011: In guten Händen (Hysteria)
- 2019: Buffaloed
- 2021: Jolt